# 罪と罰 〜宇宙の後継者〜
『罪と罰 〜宇宙の後継者〜』（つみとばつ そらのこうけいしゃ、Sin And Punishment 2）は、任天堂が2009年10月29日に発売したWii用ゲームソフト。ヨーロッパでは2010年5月7日、アメリカでは2010年6月27日に発売。

## 概要
2000年にNINTENDO 64で発売された『罪と罰 〜地球の継承者〜』の正統続編である。開発は前作に引き続きトレジャーが担当しており、プロデューサーも前作と同様に任天堂の山上仁志が務めている。アートワークも鈴木康志がフリーとして引き続き担当している。初公開は2008年10月2日の「任天堂カンファレンス.2008秋」であり、当時のタイトルは『罪と罰2（仮題）』で、スタッフクレジットの表記も『“Sin and Punishment 2”』となっている。
前作がNINTENDO64用コントローラーのレフトポジションに特化した操作性を求め開発されたのに対し、本作はWiiリモコンに特化したものを作ろうといった発案から企画されている。リモコンの操作性と"ガンソード"（本作に登場する主力武器）のイメージが上手く親和したことで、結果的に『罪と罰』の続編として完成された。なお、トレジャー社長である前川が、任天堂社長の岩田に本作の企画書を出したところ、わずか3日で企画が通ったというエピソードが語られている。
ストーリーも前作からの直系となっており、登場人物の年齢からして前作から数十年後（およそ20年後）の世界だと推測される。前作では断片的にしか明かされなかった世界観についても一部が明かされており、前作における不透明な点を補足することにもなっている。ただし、全てが明かされたわけではなく、なおも不明な要素が存在し、前作から本作までのストーリーも詳細が登場しない。
なお、前作と同様にゲーム中では、オープニング（惑星からの脱出を試みるシーン）までの経緯は一切描写れておらず、公式サイトに「バックグラウンドストーリー」として小説体系で公開されている（前作では、オープニングまでの経緯が書かれた書籍の小説が刊行されていた）。
本作も前作と同様、キャラクターはフルボイスでイベントが進行する。前作では全て英語音声だったが、本作では全て日本語音声になっている。
エンディングではテーマソングが挿入されている。ゲームモードによって流れるものが変化し「あの頃へ」と「ハカイ」という2つの曲があり（加えて「あの頃へ」はモードによってボーカルが2通りに変化する）、両曲ともに、作詞・作曲、およびボーカルは有限会社ASORAが担当。「あの頃へ」は、本作の紹介ムービーやテレビCMでも使用される、本作の象徴的なものとなっている。
バーチャルコンソール版配信まで日本のみでの発売だった前作と違い、当初から海外での発売が決定しており、2009年のE3時点でも画像などが公開されていた。サブタイトルは北米版が『“Star Successor”』で、欧州版が『“Successor of the Skies”』となっており、それぞれ『星の後継者』と『空の後継者』という意味である。
2015年3月25日より、Wii Uのニンテンドーeショップでダウンロード版の販売が開始された（Wii UのWii互換機能を応用したもの）。Wii U GamePad単体でのプレイが可能になっている。現在はニンテンドーeショップのサービス終了に伴い販売を終了している。

## ゲームシステム
ジャンルは前作と同じくアクションシューティング（サードパーソン・シューティングゲーム）となる。遠距離の敵には射撃、近距離の敵にはソードで攻撃できる。また敵弾（ミサイルなど）の撃ち返しも健在。本作ではさらにチャージショットが追加されている。また、自キャラが空を飛べる設定になっており、重力を無視したステージも多数収録されている。
前作はステージごとに使用キャラクターが変化するシステムであったが、本作ではイサとカチの2人の内どちらかを任意選択し使用するようになっている。また、それに伴い後述のように2人に能力差も設けられた。
スコアアタックに関しても強化されており、ダメージを受けずに敵を倒していくとスコアの倍率が上がるようになっている。また、Wi-Fiを使っての全国ランキングにも対応。なお、操作方法が5種類（Wiiリモコン＋ヌンチャク、Wiiザッパー、クラシックコントローラ、クラシックコントローラPRO、ゲームキューブコントローラー）と豊富で、全国ランキングではランカーがどのコントローラーを使用したかも分かる仕組みになっている。
前作において、開発セッションの衝突とユーザー間の賛否あった難易度に関しては、「イージーは文字通りに簡単になっており、ハードはシューターに是非挑戦して欲しい難易度となっている」とインタビューで答えられている。また、本作の開発時にトレジャースタッフはゲームキューブコントローラーを使用して開発していたため、照準の合わせ易いWiiリモコンでプレイした際の調整が行われておらず、任天堂側から「簡単すぎる」とダメ出しをされたという逸話がある。
本編の長さは前作の約2倍になり、またクレジット制限が無くなったため何度でもコンティニューができるようになった。

## 用語
内宇宙（うちうちゅう）
ゲームの舞台となる宇宙空間。作中では「神」の側とも呼ばれる。
外宇宙からの武力侵攻に対して全面的に応じており、防衛拠点となる擬似地球（後述）や配下となる兵士（これがイサやG5などである）の創造などを行って泥沼の戦いを繰り広げている。
内宇宙を支配している「神」が何者なのかは具体的に明らかとなっていないが、バックグラウンドストーリーではイサ派遣の際に反対派の糾弾があったこと（つまり単一の存在ではない可能性が高い）が描かれていたり、「本当の意味での神ではなく、そう自称している存在」であるという旨をイサが言っていたりと、いくつかの描写がなされている。
外宇宙（そとうちゅう）
内宇宙と敵対している存在で、内宇宙を取り囲んで存在する別の宇宙空間。前作に登場した尖兵にちなんで、「聖女」側とも呼ばれる。
「内宇宙の膨張による圧迫に耐えかねる」として内宇宙に敵意を示しており、二つの宇宙の境界から外宇宙生命体を送り込んで侵略を行っている。
ストーリーを見るかぎり、内宇宙と外宇宙の双方ともに相手に対して理解を求めたり和解の方法を模索したりせず、あくまで武力による解決を目指しているようである。
なお、取扱説明書のストーリー説明での振り仮名や公式サイトなどで公開されているムービーでは「そとうちゅう」と読まれているが、ゲーム中でデコ・ゲキショウが「がいうちゅう」と言う場面がある。
外宇宙生命体
外宇宙が侵略尖兵として送り込んでくる生命体。カチがこれに属する存在である。
生命体であるとされているが、内宇宙の生命体とは概念そのものが大きく異なる存在で、特定の姿を持たず代わりに生物・無生物問わずあらゆるものに擬態（変身）することができ、いずれも計算高く狡猾な存在で、作中以前から擬態を用いたさまざまな作戦を行っていたとされている。さらに生命力が内宇宙生命体よりも桁違いに高く、身体の主要部位が欠損しても死なないどころか（もっとも、あくまで「擬態で作った見せかけの姿」のため、もとから人体急所などは存在せず、不適切な表現ではあるが）、大抵の傷は瞬く間に完治してしまう。
なお、作中では極大砂爆にてカチが上着を脱いでいる場面があるが、あくまで「服を着たヒトの姿に擬態している」のであり、実際に衣類を着ているはずではないため、どのように行っているかは不明である。
擬似地球
外宇宙からの攻撃に対する応戦ために、内宇宙がその前哨基地とするべく創り出した「惑星型防衛拠点」で、作中では主に「亜地球」と呼ばれる。
複製の対象として地球が選ばれた理由は、オリジナルとなる地球で繁殖した「好戦的な下等生命体」である「ヒト（人類）」が兵士にするべく繁殖させるのに最適な生命体だと「神」と判断したためとされている。前作の内宇宙側は誰も「神」の存在を認知しておらず、本作でも「神」を認知しているG5が特別扱いされていることから、いずれの擬似地球のヒトも基本的には戦いが始まるまで自分達と地球がコピーだという事実や「神」の存在を知らないようである。
開発スタッフの話によれば、擬似地球は7つ存在し、本作の舞台は「第4亜地球」で、G5が牛耳っているのは「第5亜地球」、前作の舞台となったのは「第2亜地球」だという設定である。
キーパーズ
第4亜地球の環境保全・修復のために作られた人造生命体。環境破壊が進行して普通の生命体が住めなくなった（ただし、バックグラウンドストーリー中でイサは、第4亜地球の滅亡は平和を模索するヒトが繁殖したことが不満だった「神」による作為的なものと発言している）第4亜地球をヒトが放棄した後に作られた。荒廃した環境でも生存できる強い生命力を持ち、コマンダーとして登場する巨大なものはほとんど生体兵器と言って差し支えない強大な戦闘能力を持つ。知能水準の詳細は不明だが、カチと明確なコミュニケーションが取れたStage 5のCHIMERA KEEPERや、クレーンの使い方と用途を即座に理解したStage 6のPUPPY KEEPERなどを見るとかなり高いようである。
その性質のため、地球に入ってきた異物を排除する防衛兵器でもあり、侵入したイサ達を含む内宇宙の兵士達に次々と襲いかかってくる。

## ストーリー
ヒトが住む"内宇宙"と、それを包む"外宇宙"との戦いは長期に渡って繰り広げられていた。人類は母星を守るために地球を複製し展開、その内の一つ"第4亜地球"が舞台となる。
戦いが続くなか、既にヒトがいなくなった「第4亜地球」に外宇宙生命体が降り立ったと情報が入る。内宇宙は侵略尖兵と思われるその生命体抹殺のため、外宇宙の血の引くことでずば抜けた力を持つが、その血のためいつか外宇宙へ裏切るのではないか疑惑を向けられていた少年兵士「イサ・ジョ」を派遣する。
イサはヒトの少女へと擬態した外宇宙生命体を発見し接触するが、その少女は「ヒトの調査を行う」という任務以外の記憶がなく、話を聞いてみてもそれが嘘ではない様子であった。「カチ」という名前らしい少女姿の外宇宙生命体はイサに好奇心を抱き、彼女の純粋さにヒトらしさを感じたイサも任務を「監視」だと偽ったうえで、彼女に随行することにした。
しばらくカチと行動を共にして彼女にさらなる親近感を抱いていくイサであったが、そんな彼のもとへ第5亜地球のを支配する組織「G5」の一人が現れる。イサの裏切りを想定して派遣されていた彼は、なぜカチの抹殺に移らないかと問うが、化け物扱いされて激昂したイサは武力を以って彼を退ける。イサはカチに自分の持つ外宇宙の血と本当の任務についてを告げ、カチは自分がイサと一緒にいるわけにはいかないと苦悩するも、彼女に「ヒトらしさ」を見てかつ裏切りの身となったイサは2人で逃亡を図ることを提案、地球からの脱出を試みる。

## 登場人物

### 主人公
イサ・ジョ / イサ・アマミヤ (Isa Jo / Isa Amamiya)
声 - 細谷佳正
本作の男性主人公。元G5の一員の少年。サキとアイランの息子。前作では「イサ・アマミヤ」という名前で少しだけ登場している。彼自身は内宇宙所属だが、外宇宙の血の力を受け継ぎ（前作にて両親が「受血」で受けた力を血統として継承している）、内宇宙と外宇宙が融和できる方法を模索している。
現在はある理由から母親の姓を名乗っている。父と同様にいたって楽観的かつ陽気な性格だが、心の奥では外宇宙の血が覚醒しヒトでなくなることを恐れて「ヒトでいたい」と苦悩している。
第4亜地球に現れた侵略兵であるカチを始末すべく内宇宙から派遣されたが、彼女と出会い、彼女に対して親近感や外見以上の「ヒトらしさ」を見出した彼は任務を無視して逆に彼女と行動を共にするようになり、その結果反逆者とみなされかつての仲間達からも追われるようになってしまう。
通常ショットは弾がポインタの中心に向かってぶれることなく真っ直ぐ向かい、ロックオンは全て手動で行う。チャージショットは集中型で、着弾時爆発を起こして広範囲をカバーする。接近戦では銃に内蔵したソード（光線剣）を用いる。空を飛ぶ際は背負ったリュック型の装置（バックグラウンドによると「ジェットパック」）を使用する。
サキ同様に、終盤でその力を覚醒させて揺り起こし、外宇宙生命体の力を持つ巨人と化す。変身時の容姿はサキとは異なり、髪の毛や目を思わせる箇所など上半身はヒトの近い部分を残している。なお、この際にイサがメインなら右肘から大砲が生えてソード攻撃は砲身による殴打、カチがメインなら左肘から巨大な鉤爪が生えてソード攻撃時にこれを用いるという外見の違いが現れる（ソード攻撃の性能差はない。ムービー中では大砲と鉤爪の両方が生えた姿である）。
「裏イサ」では服が山吹色になり、前作のサキおよび本作の覚醒時における姿に近い配色となる。
カチ / アチ (Kachi / Achi)
声 - 吉田聖子
本作の女性主人公。一般に「聖女」と呼ばれる側についている少女。外宇宙から訪れた存在で、過去の記憶がなく、名前も彼女がかすかに思い出し呟いた「…… チ…」という名をイサが「カチ」と解釈して仮に付けたものである。
ヒトの形こそしているがヒトではない。テレポートなどの超能力や、動物型キーパーズとの会話など、さまざまな特殊能力を見せる場面がある。元々は「ヒトの調査」を行うため内宇宙に訪れていたが、記憶喪失のためその任務は彼女自身の「ヒトへの興味」に変わっており、初めて会った生身の人間・イサに強い興味を抱く。記憶がないというのもあり、性格は明るく純粋無垢そのものだが、イサの楽観的な考えの案に疑問を投げかける冷静な面もある。
通常ショットはロックオン無しだと着弾点がポインタ中心に若干ぶれるが、通常ロックオンとは別に簡易型ロックオン機能が標準装備されており、通常ロックオンと違ってショットの威力が下がらない。チャージショットは分散型で、8つまでの複数対象を一度にロックオン・攻撃が可能（敵体に対して複数ロックオンを行うこともできる）、またイサと違ってロック発射した数とチャージ時間が比例するようになっている。近接戦では蹴り技を用いる（つまりミサイルなどを蹴りで跳ね返せる）。空を飛ぶ際はホバーボード型の装置を使用する。
最終決戦時は覚醒したイサと融合しているため直接姿を見せないが、公式ガイドブックで掲載されているカチの設定画では覚醒した姿のラフスケッチが描かれており、開発初期はカチも変身する案があったようである。
ある条件を満たすことで追加されるエンディングでは、彼女から衝撃の発言が聞ける。その内容は記憶を失う前の頃、かつて自身が「アチ」の名で呼ばれていたというもの。そのことから正体は前作における黒幕であった外宇宙の尖兵の彼女だと思われる。サキたちに敗れた彼女がどのように生き延びていたのか、なぜ数十年後の世界に忽然と現れたのかなど不明な点が多いが、名前をイサに話したところでゲームは終わっているため、謎に包まれている。
「裏カチ」では、服が緑を基調とした配色となり、前作に登場したアチ（つまり前作におけるカチ）に近いものとなる。

### G5 地球施政連合機構
正式名称は「Group Of Five Countries」。第5亜地球の戦闘能力が最も高い5人の“ヒト”からなる組織。内宇宙の「神」の存在を認知して従い、その意思を代行する存在としており、第5亜地球を牛耳っている。メンバーはこの5名のみとされる。G5の訳が地球施政連合機構なのか、地球施政連合機構の中のG5というグループなのかは不明である。
イサ同様、外宇宙の尖兵であるカチを抹殺すべく内宇宙から派遣され、イサが裏切った後は彼の抹殺にも動き始める。なお、ゲーム中では描写されていないが、「任務が成功したら、内宇宙におけるヒトの権利拡大を容認してもらう」と取引をしていたことが取扱説明書に書かれている。
海外版での名称は「Nebulox」となっている。
ツェンロン・リー (Cheng Long Lee)
声 - 新垣樽助
ほっそりとした背丈の男性。冷徹な性格で表情にも生気がない。イサの宇宙船を墜落させた張本人で、カチを始末すべく、核塵都市にてイサ達の前に現れる。自身の周囲を旋回する球状の端末による攻撃やバリアなどを駆使する。
最終決戦時は、巨大なツェンロンの顔が生えた異形の戦艦に変身して、本体と遠隔操作するマシンによる猛攻を行う。
イサの裏切りを想定していた上部から派遣され、2人の監視をしていた。また、核塵都市に登場する彼は遠くにいる本当のツェンロンが操作する「傀儡」で、本体は機械化された脳と神経系のみが液体内に浸かって肉体を修復している状態であり、最終決戦時は機械兵器へと変身することからも、どうやらサイボーグのようである。
リッター (Ritter)
声 - 石上裕一
スーツに帽子とマントを羽織った大柄な容姿をした全身黒尽くめの男性。海底基地に逃げ込んだイサ達の前に立ち塞がる。自身の体を自由自在に変形させることができ、戦闘時は液滴状の肉片に肉体を変化・分裂させて再構成しており、巨大な怪物へと変身する（通常形態の黒い衣類も、質感や変身の描写からして、実は変形させた肉体の一部のようである）。
初戦時はさまざまな海洋生物の姿になり、最終決戦時は画面の上下も埋め尽くさんばかりの巨大なスライム状の怪物と化す。
ヒバル・ヤジュー (Hibaru Yaju)
声 - 沢城みゆき
G5最年少である少女。大袖状のプロテクターを腰につけ、日本刀を扱う。かなり軽い性格だが、戦闘になると気性が荒くなる。監獄衛星にてイサ達と対峙し、その際にイサを気に入っている。
最終決戦時は2体の異形の剣士へと変身し、連携攻撃を仕掛ける。
アリアナ・シャミ (Ariana Shami)
声 - 沢海陽子
民族風の格好をした女性。鳥のような仮面を身に着け、杖を携えており、魔術のような技を操る。イサ達が迷い込んだ食人樹界の深部にてイサ達を待ち構えている。
また、力を解放して背部から巨大な腕が生えた鬼のような姿へ変身することができ、最終決戦時はさらに巨大な悪鬼のような姿となる。
デコ・ゲキショウ (Deco Gekisho)
声 - 大川透
G5のリーダー格の男性。イサとは同じ訓練校の同級生で、イサと張り合えるだけの実力を持つ。テレキネスやバリアなどに加え、大型機関砲やグレネードランチャーなどの重火器を軽々扱い、肉体的な戦闘力も高くG5で最強を誇る。
また、常に自身へ有利な状況を作り出したうえで戦う策略家でもあり、ヒバルから彼の存在を示唆されたイサは「敵にデコがいるなら追撃を振り切るのは困難だろう」という旨を述べていた。
最終決戦時は全身が甲殻化したケンタウロスのような巨人となり、イサとの決戦に臨む。

### その他の人物
サキ・アマミヤ (Saki Amamiya)
前作の主人公。イサの父。本作ではイサの回想シーンでのみ登場。怪物化した姿で登場するが、アイランを取り込んでおらず、自我を失っているかのように暴走していた。その後の生死および消息は一切不明である。
アイラン・ジョ (Airan Jo)
前作のヒロイン。イサの母。同じくイサの回想シーンでのみ登場。イサに自らの力の有り様を示し、自身の心を支えられるパートナーを見つけるように告げている。前作の日本語字幕では気の強い男性口調だったが、本作では大人しい女性口調で喋っている。

## ステージ
Stage 0「脱出」
G5が自分たちを狙っていることを知ったイサたちは、宇宙船で第4亜地球からの脱出を図る。しかし、あと少しのところで襲撃を受けてに脱出に失敗し、不時着してしまった。イサ達は大破した宇宙船からの脱出を図る。
Stage 1「核塵都市」
宇宙船から脱出したイサたちは、キュウシュウのフクオカにある荒廃した地下都市へ転落してしまう。2人とも無事であるのを確認したのも束の間、G5のツェンロン率いる追っ手と、彼らの排除を試みるキーパーズたちの襲撃が始まった。
Stage 2「海底空洞」
新たな宇宙船を入手するべく、設置された海底チューブを経由して、セトナイカイの上空にある空中ステーションを目指すことをイサは提案する。しかし、海底チューブにはすでに追っ手が先回りしており、加えて最近になって作られた謎の機械施設を発見する。そして新たなG5、リッターが2人の前に現れる。
Stage 3「監獄衛星」
リッターからG5の本拠地がフジ山にあることを教えられたイサたち。イサはこれを罠だと踏んで、あくまで目的の空中ステーションを目指しようやく到着する。城のような外観を誇るステーション内にはすでに敵が多数配備されていた。そこに現れた第3のG5、ヒバルと戦いになり打ち勝つも、ヒバルは自分たちのリーダーがイサと同じくらいの力を持つと告げる。そのリーダーに心当たりを抱くイサだったが、話を遮り巨大キーパーズが暴れ始める。
Stage 4「食人樹界」
カチのテレポートによってどうにか脱出できたものの、結局宇宙船は入手できなかった。イサはあえて敵の誘いに乗り、フジ山へと向かうことを決意する。しかし、ワープ中にイサ達は次元の歪に落ちてしまい、不気味な森の世界へ迷い込んでしまう。森の奥で空間を作った張本人のG5アリアナを見つけるが、彼女はこの空間はイサの心が生み出したものだといい、イサの過去を映し出す。
Stage 5「極大砂爆」
アリアナを倒し歪から脱出したイサ達は、一部に基地や道路などが設置されている以外は辺り一面が巨大な砂漠になっている場所へ辿り着いた。カチは協力的なキーパーズを見つけて、イサは飛行バイクを奪ってそれぞれを跨り、フジ山を目指してハイウェイを疾走。その道中、砂漠を住処にしている巨大なキーパーズがイサ達に襲い掛かる。
Stage 6「人造富士」
溶岩に覆われた不死の山とよばれる巨大火山。火山を中心にG5の本拠地が建造されている。数々の妨害や敵の攻撃を潜り抜け、基地へ潜入したイサ達の前に最後のG5デコが姿を現す。イサ達はなんとかデコに打ち勝つが、その間に基地の仕掛けが作動しそれによってカチは弱り果ててしまう。イサはカチを抱えて基地から脱出するが…。
Stage 7「異叉」
覚醒を決意したイサは、カチとお互いの心を繋ぎ止め、巨大な怪物へと変身する。一方、G5は基地で建造していた戦艦を起動させ、イサ達を第4亜地球ごと処分することを宣言し宇宙へ飛び立っていった。イサは彼らとの決着をつけるべく、彼らの後を追う。

## コマンダー
ステージの途中には度々コマンダーとよばれる大型の敵（ボス）が待ち構えており、彼らを倒さないと先に進むことができない。ステージの最後は必ずコマンダーとの戦闘になる。そのほとんどはG5やその追っ手、キーパーズなどである。
C446-MACROCHEIRA
イサ達が宇宙船から脱出しようとした途端、突如暴走し始めた大型の兵器。名前は学名で「タカアシガニ」を意味し、長大な複数の歩行脚が特徴。爆弾や拡散レーザーなどを発射する。
SQUIRREL
追っ手がイサ達に差し向けた大型の戦闘ヘリ。戦闘兵などを多数搭載している。名前は学名で「リス」という意味。
COCK KEEPER
巨大な鳥の姿をしたキーパー。小型のキーパーズを従え、自らも火炎弾を吐いて攻撃する。
CHIEF SOLDIER
追っ手の兵士たちのリーダー。戦車に搭載しながら部下達に命令を下し、自らも刀で切り掛かってくる。G5を除いて唯一喋るボスキャラクター。
TORTOISE KEEPER
核塵都市のとある建物の中に住みついている、カメの親子のような姿をしている巨大なキーパー。爪で引っ掻いたり、火炎や岩石を発射したりして攻撃してくる。
JELLY KEEPER
海底チューブのゲートに張り付いているクラゲ型のキーパー。6本の触手からビームなどを放つ。
KING MORAY KEPPER
海底に潜む巨大なウツボ型のキーパー。赤い目の個体と黄色い目の個体がいる。
BRIMSTONE
海底にてイサ達を後から追ってきていた水中戦艦。レーザー兵器を搭載した本体と、砲台や戦闘兵を乗せた2台の船とで構成されている。
ALTERNATOR
海底基地に設置された柱状の機械。レーザー砲や火炎放射器などが搭載されている。
SECURITY LEVEL-11
監獄衛星に設置されている防衛システム。上下の砲台でビームを張り行動範囲を阻め、中央の砲台からは侵入者に向けてレーザーが発射される。
SECURITY LEVEL-17
監獄衛星の深部に設置されている防衛システム。それぞれミサイル、マシンガン、レーザー砲を搭載した防壁が侵入者を取り囲み集中砲火を行う。
GIANT KEEPER
監獄衛星に閉じ込められている大型キーパー。人のような上半身と昆虫のような下半身を持った、とても奇妙な外見をしている。施設の一部を振り回したり、手で叩き潰したりと、原始的な攻撃が目立つ。
SKULL KEEPER
食人樹界に潜む大きな骸骨姿の怪物。臓器のような物から人魂型の敵を生み出したり、それをイサ達に向けて投げつけたりしてくる。
MASTER NINJA KEEPER
食人樹界に住む忍者型キーパー達（厳密に言えば、人造空間である食人樹海にいる怪物はキーパーズそのものではない）の親玉。高速で動き、姿を隠しながらの不意打ちを仕掛けてくる。カエルのようなキーパーを従えている。
SLIME KEEPER
大きな口を持つ、魚類とヒルを組み合わせたような形をしたキーパー。森の奥から突如現れ、イサ達や他のキーパーズに襲い掛かる。
WHEEL KEEPER
社にそのまま一輪車型の車輪がついたような奇怪な怪物。2体で登場し、中から敵や攻撃をどんどん放ってくる。
TIGER KEEPER
極大砂爆に住みつく巨大な虎のようなキーパー。地中から突如現れ、イサ達を追い回す。
EAGLE KEEPER
極大砂爆に住みつく巨大な鷲のようなキーパー。TIGER KEEPERと同様、イサ達を執拗に攻撃をしてくる。
CHIMERA KEEPER
TIGER KEEPERとEAGLE KEEPERが合体し、イサ達にリベンジしに再び現れる。ビームや炎、切り裂き攻撃など、攻撃パターンが多彩で素早い強敵。戦闘後、自身を打ち負かしたイサ達の実力を気に入り、フジ山への進向に協力してくれる。
STROMBOLI
火山周辺を警備している戦艦の主砲。時計回りに回転するレーザーと無数の光弾を発射する。
ROCK BITE KEEPER
火山の基地に突然現れた大型キーパー。凄まじく強固な身体を持ち、ショットやソードを一切受け付けない。列車に乗りながらの戦闘になり、こちらが一定時間飛んでいると列車から振り落とされて即ゲームオーバーになってしまう。
PUPPY KEEPER
ROCK BITE KEEPERの体内で飼われていたキーパー。口から飛び出し、イサ達をクレーンで吊るして振り回したり、その後も逆上して襲い掛かったりと、とぼけた顔つきとは裏腹にとても凶暴てある。
A-KNP
宇宙戦艦の後部。空間のようなものを作り出し、そこからレーザーの柱が次々と飛んでくる。
F-DNV
宇宙戦艦の主砲。下部分から強力なレーザーを発射する。

## スタッフ
- メインプログラム・ディレクター - 中川敦友
- ミュージック - 半澤一雄
- サウンドエフェクト - 村田智
- メインキャラクターデザイン - 鈴木康士
- プランニング - 中川敦友、鈴木康士、菅波秀幸
- スーパーバイザー - 服部由梨絵、松下慎吾
- プロデューサー - 前川正人、山上仁志（任天堂）
- エグゼクティブプロデューサー - 岩田聡

## 主題歌
「あの頃へ」
作詞・作曲 - 間沢英二（ASORA） / 歌 - Ayumi
「ハカイ」
作詞・作曲 - 間沢英二（ASORA） / 歌 - Ayumi

## 関連商品

### ガイドブック
- 任天堂公式ガイドブック 罪と罰 宇宙の後継者（ISBN 978-4-09-106450-9）/発行・小学館

巻末には、キャラクターの設定イラストや開発中のコンセプトアート、オリジナルの書き下ろしイラストなど数点が記載されている。